# Distretto di Cho Don
Il distretto di Cho Don (vietnamita: Chợ Đồn) è un distretto (huyện) del Vietnam che nel 2019 contava 49.554 abitanti.
Occupa una superficie di 913 km² nella provincia di Bac Kan. Ha come capitale Bang Lung.